# Кёйпер, Францискус Бернардус Якобус
Францискус Бернардус Якобус Кёйпер (нидерл. Franciscus Bernardus Jacobus Kuiper; 7 июля 1907, Гаага — 14 ноября 2003, Зейст, Утрехт) — голландский учёный-индолог, занимавшийся изучением практически всех областей индо-иранской и индо-арийской филологии, лингвистики и мифологии. Специализировался на индоевропеистике, дравидийских языках и языках мунда.
Кёйпер родился 7 июля 1907 года в Гааге, Нидерланды. Изучал латинский, греческий, санскрит и индоевропейскую лингвистику в Лейденском университете, где в 1934 году защитил докторскую диссертацию по санскриту. Затем он проработал несколько лет учителем латинского и греческого языка в лицее в Джакарте, Индонезия. В 1939 году Кёйпера назначили профессором санскрита в Лейденском университете.
Интересы Кёйпера были чрезвычайно широки. Так, он одним из первых провёл систематическое исследование догреческого (позднее его исследования продолжил Р. Бекес) и доведийского субстратов.
Кёйпер был членом Королевской академии наук в Амстердаме и рыцарем Ордена Нидерландского льва.

## Концепция ведийской религии
Кёйпер известен прежде всего как автор оригинальной концепции ведийской религии. По его мнению, основную часть Ригведы составляют гимны, исполнявшиеся во время ритуалов встречи Нового года. Именно поэтому, как считает Кёйпер, в Ригведе так часто упоминается сюжет о победе Индры над Вритрой. Этот миф он считает космогоническим и потому задающим всю структуру ведийской религии. Трактуется им этот миф следующим образом. В начале не было ничего, кроме первичных вод хаоса, по которым плавал холм, содержащий в себе всё мироздание в потенциальном, ещё недифференцированном состоянии. Основным свойством этого холма была инертность, поэтому он и назывался вритра («сопротивление»). Индра, будучи демиургом, своим космогоническим актом преодолел это сопротивление, и пронзил первичный холм насквозь, сделав его неподвижным и обозначив таким образом Центр. Из расколотого холма вырывается жизнь в виде двух сил — воды и огня, а сам холм разрастается и становится землёй. Вторая часть космогонического деяния Индры заключается в том, что он разъединил небо и землю, выступив в роли космического столба или Мирового древа. Старые боги, асуры, остаются в подземном мире, в котором сохраняются воды хаоса. В верхнем, небесном мире им на смену приходят молодые боги — девы. Таким образом, творение мира заключается в разделении первичного хаоса на противоположности, бинарные оппозиции.
Важное место Кёйпер уделял образу Вишну, помощника Индры. По его мнению, Вишну сохранял центральное положение между девами и асурами. Сделав свои знаменитые три шага, он укрепил созданные Индрой два мира. Особое место занимает третий шаг Вишну, относящийся к верхнему, недосягаемому миру. Этим шагом он преодолел двойственность Вселенной, вернув в неё единство, но уже не в виде хаоса, а на качественно новом уровне трансцендентности.
Каждый Новый год является ритуальным отражением и воспоминанием космогонического мифа, поэтому его обряды нацелены на то, чтобы помочь Вселенной обновиться, чтобы уничтожить старый обветшавший мир, вернуться к первичному хаосу, а затем сотворить мир заново. Чтобы «помочь» Индре преодолеть сопротивление хаоса, в Новый год проводились состязания колесниц и словесные поединки. Самого Индру символизировал устанавливавшийся на время праздника столб.
Кёйпер связывает возникновение космогонического мифа с подсознательным припоминанием человеком собственного пренатального опыта. При этом первичный холм или Мировое Яйцо, плавающие в первичных водах, сопоставляются с яйцеклеткой, а космогонический акт демиурга — с оплодотворением яйцеклетки сперматозоидом, которое связано с преодолением определённой инертности.
Критический анализ интерпретации Ригведы Ф.Б.Я.Кёйпером произведён к.и.н. А.А.Семененко.

## Избранная библиография
- Die indogermanischen Nasalpräsentia. Ein Versuch zu einer morphologischen Analyse. Amsterdam 1937
- Notes on Vedic noun-inflection. Amsterdam 1942 (Selected writings, S. 439—530)
- Shortening of final vowels in the Rigveda. Amsterdam 1955 (Selected writings, S. 284—320)
- The genesis of a linguistic area. In: Indo-Iranian Journal 6 (1962), S. 52-64 (Selected writings, S. 78-99)
- Varuṇa and Vidūṣaka. On the origin of the Sanskrit drama. Amsterdam 1979
- Ancient Indian cosmogony. Essays selected and introduced by John Irwin. Delhi 1983
- Aryans in the Rigveda. Amsterdam 1991
- Selected writings on Indian linguistics and philology. Ed. by Alexander Lubotsky, M.S. Oort, Michael Witzel. Amsterdam 1997 (Leiden Studies in Indo-European 8), ISBN 90-420-0235-2
- Труды по ведийской мифологии. М.: Наука, 1986.